# Département des Bouches de l’Elbe

Département des Bouches-de-l'Elbe (1812)

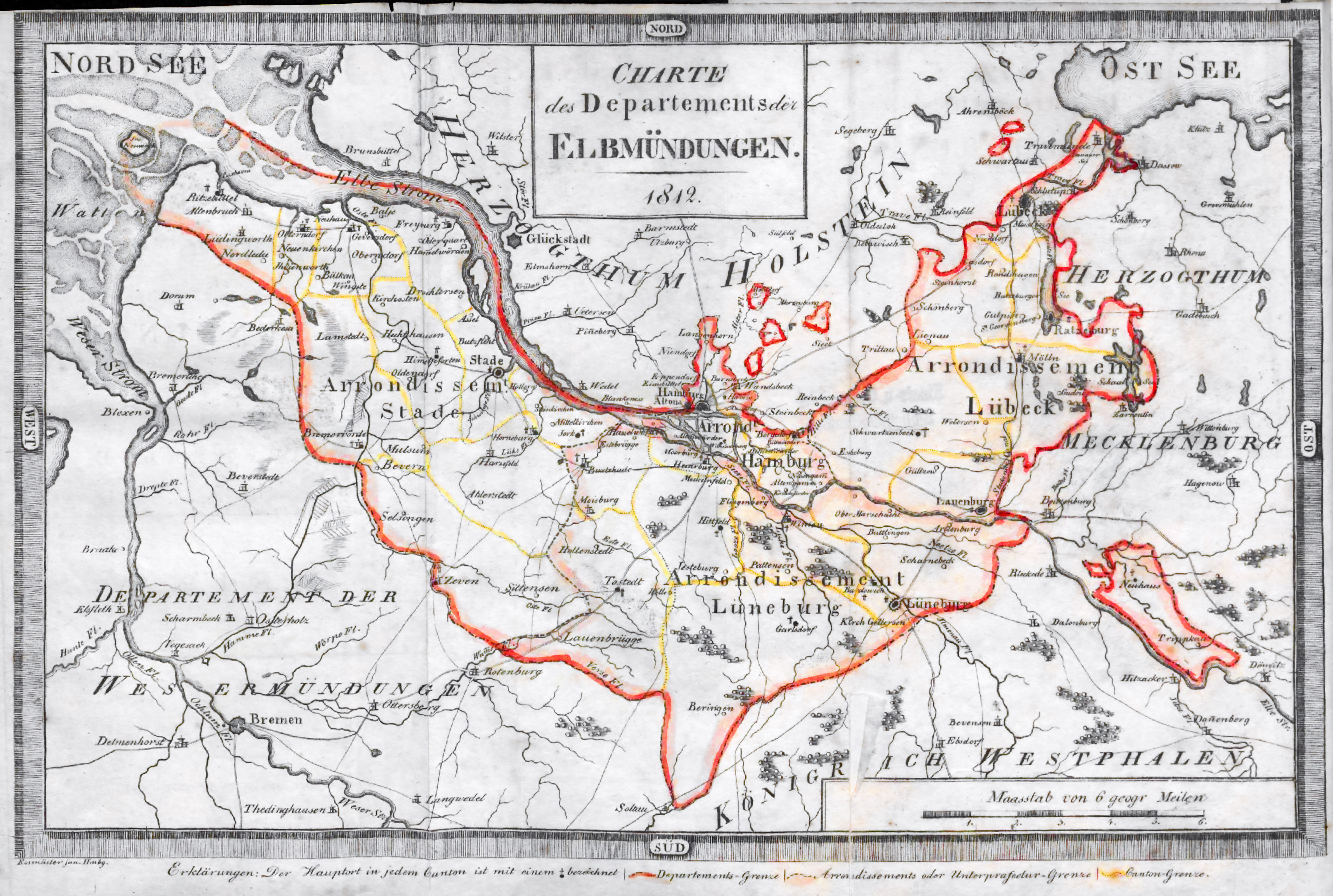
Charte des Départements der Elbmündungen, 1812

Das Département des Bouches de l’Elbe (dt.: Departement der Elbmündung, in historischen Quellen auch: der Elbmündungen) war das Departement Nr. 128 des ersten Französischen Kaiserreichs. Es entstand als eines der hanseatischen Departements am 1. Januar 1811 infolge der Annexion des Gebietes durch Frankreich und wurde nach dem Sieg der Alliierten am 30. Mai 1814 aufgelöst.

## Lage

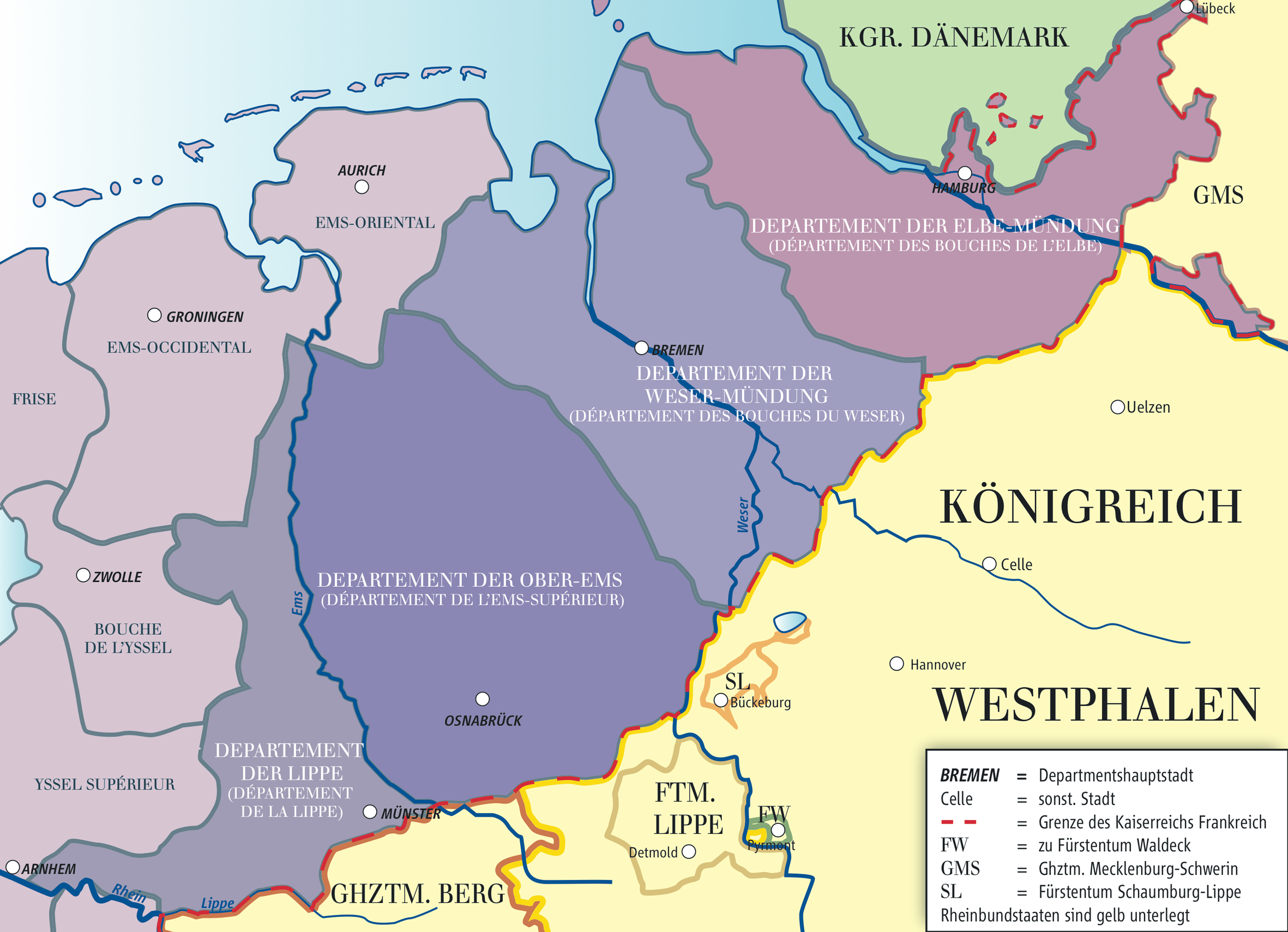
Die „Hanseatischen Departements“

Das Departement der Elbmündung lag zwischen dem Departement der Wesermündung, der Nordsee, der Elbe, der Ostsee und einer Linie, die zunächst im Senatsconsult vom 13. Dezember 1810 und sodann genauer in einem Dekret  vom 4. Juli 1811 beschrieben wurde: genau den damaligen Grenzen Holsteins folgend, einschließlich Lauenburg und dem Gebiet von Lübeck, bis zur Mündung der Stecknitz (Delvenau) in die Elbe, und entlang der Grenze zum Departement der Aller im Königreich Westphalen bis Hillern.
Das Gebiet umfasste die vormaligen Freien Reichsstädte Hamburg und Lübeck, das ehemalige Herzogtum Lauenburg, einen Teil des Herzogtums Bremen und das Fürstentum Lüneburg. Ein Großteil des Gebiets hatte zuvor für kurze Zeit zum Königreich Westphalen, Departement der Elbe- und Weser-Mündung, gehört.

## Geschichte

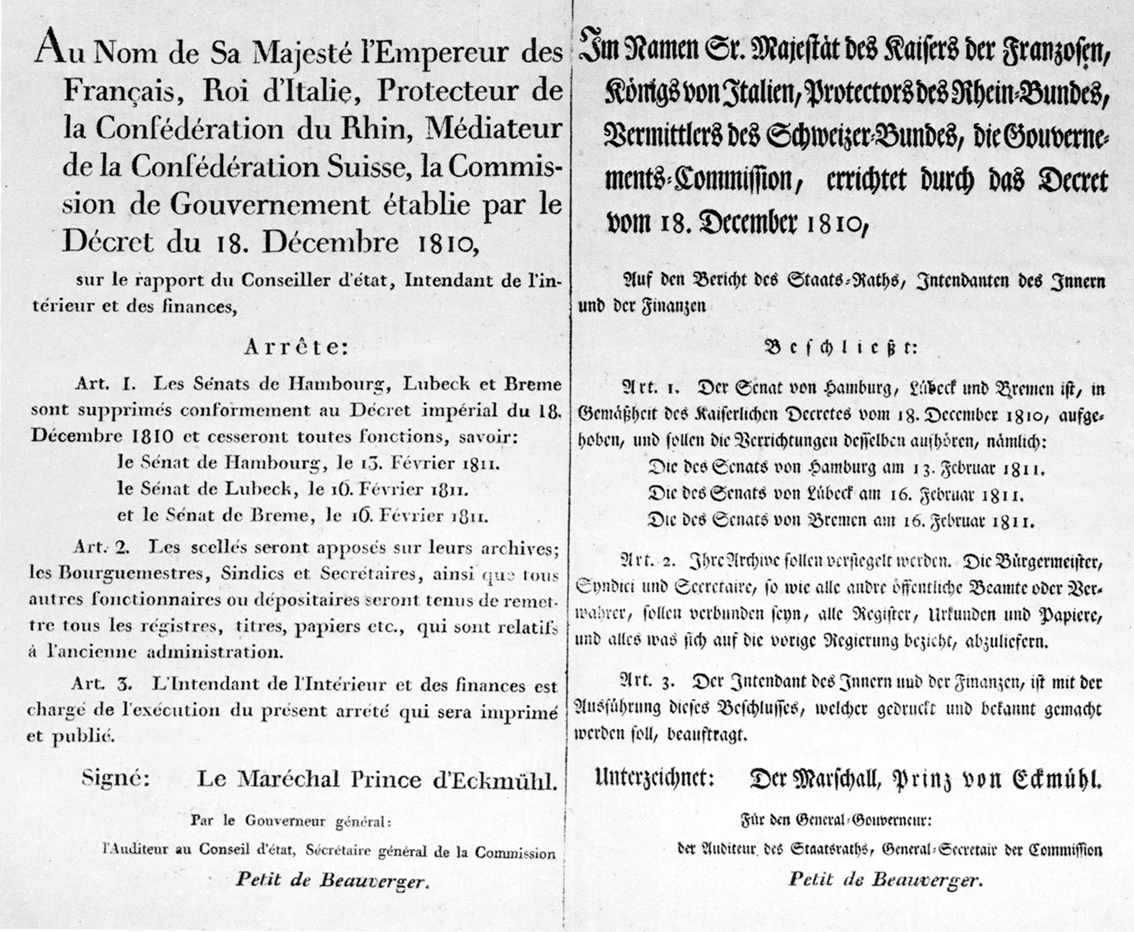
Davouts Dekret vom 10. Februar 1811

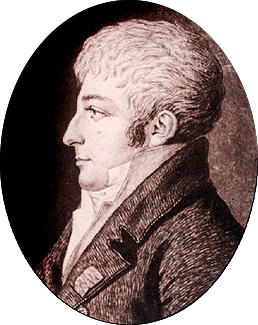
Präfekt Patrice de Coninck

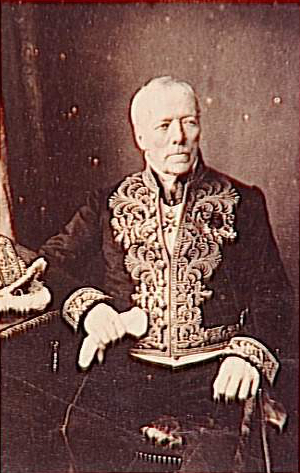
Präfekt Achille Le Tonnelier de Breteuil

In Lauenburg war am 5. Juli 1803 die Hannöversche Armee aufgelöst worden; Lauenburg wurde von Franzosen besetzt.
Seither standen die Hansestädte unter zunehmendem französischen Einfluss, der durch den Zusammenbruch Preußens nur noch spürbarer wurde. Im November 1806 wurden alle drei Hansestädte und das vormals hannöversche Gebiet französisch besetzt.
Stade als Hauptstadt des gesamten Herzogtums Bremen, das zum Kurfürstentum Braunschweig-Lüneburg gehörte, wurde 1810 westphälisch und zur Hauptstadt des Departements der Elbe- und Weser-Mündung bestimmt. Dieser kurzzeitige Übergang auch der Reste des früheren Kur-Hannover an das Königreich Westphalen führte aber nicht zu einer Beruhigung; schon einige Monate später beschloss Napoleon die Annexion der gesamten deutschen Nordseeküste samt einem etwa 150 km tiefen Landgebiet zwischen Rhein bzw. Ems und Elbe sowie der drei Hansestädte, des Herzogtums Oldenburg und eines großen Teils des gerade erst an das Königreich Westphalen übertragenen kur-hannoverschen Gebiets.
Die Ratsverfassungen der Hansestädte Hamburg, Lübeck und Bremen, mit anderen Worten: die Senate dieser Städte wurden durch Beschluss der durch Dekret vom 18. Dezember 1810 errichteten Regierungskommission unter Marschall Davout vom 10. Februar 1811 zum 13. (Hamburg) bzw. 16. Februar 1811 aufgehoben.
Hauptstadt des neu geschaffenen Departements war Hamburg (franz. Hambourg).  Präfekt war bis 1813 der Niederländer Patrice de Coninck, dann bis 1814 Achille Le Tonnelier de Breteuil. Im Departement der Elbmündung kamen 373.285 Einwohner auf etwa 375,976 Hektar, also einer Fläche von etwa 3759,76 km². Die Stadt Hamburg hatte noch 106.920, Lüneburg 10.039 Einwohner.
Das Departement war in vier Arrondissements mit insgesamt 36 Kantonen unterteilt, die in der Regel in Mairien (Bürgermeistereien) untergliedert waren. Die Stadt Hamburg war in sechs Kantone gegliedert und die Stadt Lübeck in zwei Kantone.
| Arrondissement | Einwohner (1811) | Kanton        | Mairien (Bürgermeistereien)                                                                  |
| -------------- | ---------------- | ------------- | -------------------------------------------------------------------------------------------- |
| Hamburg        | 137.540          | 1. Kanton     | Hamburg (innerhalb des Wallrings zzgl. Vorstadt St. Georg und St. Pauli)                     |
| Hamburg        | 137.540          | 2. Kanton     | Hamburg (innerhalb des Wallrings zzgl. Vorstadt St. Georg und St. Pauli)                     |
| Hamburg        | 137.540          | 3. Kanton     | Hamburg (innerhalb des Wallrings zzgl. Vorstadt St. Georg und St. Pauli)                     |
| Hamburg        | 137.540          | 4. Kanton     | Hamburg (innerhalb des Wallrings zzgl. Vorstadt St. Georg und St. Pauli)                     |
| Hamburg        | 137.540          | 5. Kanton     | Hamburg (innerhalb des Wallrings zzgl. Vorstadt St. Georg und St. Pauli)                     |
| Hamburg        | 137.540          | 6. Kanton     | Hamburg (innerhalb des Wallrings zzgl. Vorstadt St. Georg und St. Pauli)                     |
| Hamburg        | 137.540          | Bergedorf     | Bergedorf, Altengamme, Kirchwerder, Neuengamme                                               |
| Hamburg        | 137.540          | Hamm          | Hamm, Barmbek, Billwerder, Billwerder-Ausschlag, Eimsbüttel, Eppendorf, Langenhorn, Wohldorf |
| Hamburg        | 137.540          | Wilhelmsburg  | Wilhelmsburg, Altenwerder, Ochsenwerder                                                      |
| Lübeck         | 74.322           | 1. Kanton     | Lübeck                                                                                       |
| Lübeck         | 74.322           | 2. Kanton     | Lübeck                                                                                       |
| Lübeck         | 74.322           | Lübeck-Land   | Moisling, Niendorf, Schlutup, Travemünde                                                     |
| Lübeck         | 74.322           | Lauenburg     | Lauenburg, Gülzow                                                                            |
| Lübeck         | 74.322           | Mölln         | Mölln, Gudow                                                                                 |
| Lübeck         | 74.322           | Neuhaus       | Neuhaus, Tripkau                                                                             |
| Lübeck         | 74.322           | Ratzeburg     | Ratzeburg, Kulpin, St. Georgsberg                                                            |
| Lübeck         | 74.322           | Schwarzenbek  | Schwarzenbek, Escheburg, Wotersen                                                            |
| Lübeck         | 74.322           | Steinhorst    | Steinhorst, Kastorf, Linau, Rondeshagen, Schönberg                                           |
| Lüneburg       | 65.981           | Bardowiek     | Bardowiek, Artlenburg, Brietlingen, Obermarschacht, Scharnebeck                              |
| Lüneburg       | 65.981           | Buxtehude     | Buxtehude, Estebrügge, Hasselwerder, Moisburg                                                |
| Lüneburg       | 65.981           | Garlstorf     | Garlstorf, Behringen, Kirchgellersen                                                         |
| Lüneburg       | 65.981           | Harburg       | Harburg, Moorburg                                                                            |
| Lüneburg       | 65.981           | Hittfeld      | Hittfeld, Meckelfeld, Jesteburg                                                              |
| Lüneburg       | 65.981           | Lüneburg      | Lüneburg                                                                                     |
| Lüneburg       | 65.981           | Tostedt       | Tostedt, Hollenstedt, Lauenbrück                                                             |
| Lüneburg       | 65.981           | Winsen        | Winsen, Fliegenberg, Pattensen                                                               |
| Stade          | 95.442           | Bremervörde   | Bremervörde, Lamstedt, Mulsum                                                                |
| Stade          | 95.442           | Freiburg      | Freiburg, Balje, Drochtersen, Hammelwörden, Oederquart                                       |
| Stade          | 95.442           | Himmelpforten | Himmelpforten, Hechthausen, Oldendorf, Osten                                                 |
| Stade          | 95.442           | Horneburg     | Horneburg, Ahlerstedt, Harsefeld                                                             |
| Stade          | 95.442           | Jork          | Jork, Mittelnkirchen, Steinkirchen, Hollern-Twielenfleth                                     |
| Stade          | 95.442           | Neuhaus       | Neuhaus, Bülkau, Geversdorf, Oberndorf, Voigtding                                            |
| Stade          | 95.442           | Otterndorf    | Otterndorf, Ihlienworth, Neuenkirchen                                                        |
| Stade          | 95.442           | Ritzebüttel   | Ritzebüttel, Altenbruch, Lüdingworth, Nordleda                                               |
| Stade          | 95.442           | Stade         | Stade, Assel, Bützfleth                                                                      |
| Stade          | 95.442           | Zeven         | Zeven, Bevern, Selsingen, Sittensen                                                          |

Nach dem Sieg der Alliierten über Napoléon I. 1814 wurde das Departement wieder aufgelöst. Hamburg und Lübeck wurden jeweils wieder Freie und Hansestadt, die Gebiete südlich der Elbe wurden Teil des Königreiches Hannover, die Gebiete nördlich der Elbe fielen durch Tausch an Dänemark.
Heute gehört das Gebiet zu den Bundesländern Hamburg, Niedersachsen und Schleswig-Holstein.